# Roy Sandstrom
Roy Sandstrom   (Kingston upon Hull, 11 de setembre de 1931 - 19 de maig de 2019) fou un atleta anglès, especialista en curses de velocitat, que va competir durant la dècada de 1950.
El 1956 va prendre part en els Jocs Olímpics d'Estiu de Melbourne, on disputà tres proves del programa d'atletisme. Fou cinquè en els 4x100 metres, mentre en els 100 i 200 metres quedà eliminat en sèries.
En el seu palmarès destaca una medalla de plata en els 4x100 metres al Campionat d'Europa d'atletisme de 1958. Formà equip amb Peter Radford, David Segal i Adrian Breacker. Als Jocs de l'Imperi Britànic i de la Comunitat de 1958 va guanyar una medalla d'or en els 4x110 iardes. El 1955 guanyà el campionat britànic de l'AAA de les 100 iardes. L'agost de 1956 va batre el rècord britànic dels 100 metres amb un temps de 10,3, batent l'antic rècord de 10,4 establert per Arthur Sweeney el 1937.

## Millors marques
- 100 metres. 10.3" (1956)
- 200 metres. 21.3" (1958)[2][6]